# Kaciaryna Andrejewa
Kaciaryna Andrejewa (biał. Кацярына Андрэева), właściwie Kaciaryna Andrejeuna Bachwaława (biał. Кацярына Андрэеўна Бахвалава; ur. 2 listopada 1993 w Mińsku) – białoruska dziennikarka, więzień polityczny.

## Życiorys
Pradziadek Dawid Pinchasik (1914–1996) był znanym dziennikarzem, a prababka Maryja Wahanawa (1908 – ?) pierwszą redaktorką naczelną „Paleskiej praudy”. Pracowała również w gazecie „Sowietskaja Biełorussija”. Natomiast dziadek Siarhiej Wahanau był redaktorem naczelnym gazety „Trud w Biełarusi”. Rodzice są filologami. Nazwisko Andrejewa jest pseudonimem literackim utworzonym od imienia ojca. Naprawdę dziennikarka nazywa się Bachwaława.
W gimnazjum Kaciaryna uczęszczała na kursy języka polskiego organizowane przez Instytut Polski w Mińsku. Po ukończeniu szkoły średniej rozpoczęła studia na Mińskim Państwowym Uniwersytecie Lingwistycznym, ale na trzecim roku zrezygnowała i wyjechała do Hiszpanii, gdzie spędziła dwa lata. Po powrocie postanowiła zostać dziennikarką i rozpoczęła współpracę z czasopismem „Nasza Niwa”.
Od 2017 roku współpracowała z Belsat TV. Jej działania wielokrotnie spotykały się z negatywną oceną władz. Razem z mężem Iharem Iljaszem badała korupcję wśród urzędników, biznesmenów i poruszała temat udziału Białorusinów w wojnie w Donbasie. W 2020 roku wspólnie wydali książkę Biełorusskij Donbass, ale już w 2021 roku praca spotkała się z negatywną oceną władz Białorusi. Była ona podsumowaniem prowadzonego przez wiele lat śledztwa dziennikarskiego z którego wynikało, że w wojnie po stronie separatystów są zaangażowane białoruskie służby i przedsiębiorstwa państwowe.

### Areszt
Po raz pierwszy Kaciaryna została aresztowana w 2017 roku w Orszy. 12 września 2020 roku aresztowano ją kolejny raz za przeprowadzenie na żywo transmisji z Marszu Kobiet w Mińsku. Trafiła wtedy na 3 dni do aresztu.
Razem z Darją Czulcową została aresztowana przez milicję 15 listopada 2020 roku, gdy prowadziły na żywo transmisję z okna mieszkania na 13 piętrze wieżowca, pokazując brutalne rozpędzanie przez siły bezpieczeństwa uczestników demonstracji na Placu Przemian w Mińsku. Demonstracja ta została zwołana, aby upamiętnić zamordowanego Ramana Bandarenkę. Kaciarynie i Darji wytoczono proces karny, oskarżając je o organizowanie działań rażąco naruszających porządek publiczny. W lutym 2021 roku sąd (sędzia – Natallia Buhuk, prokurator – Alina Kasianchyk, śledczy – Ihar Kurylovich) za koordynowanie zamieszek politycznych skazał je na 2 lata kolonii karnej.
24 listopada 2020 roku dziesięć organizacji, w tym: Centrum Obrony Praw Człowieka Wiosna, Białoruskie Stowarzyszenie Dziennikarzy, Białoruski Komitet Helsiński uznały ją za więźnia politycznego. 10 grudnia 2020 roku za działalność na rzecz praw człowieka otrzymała tytuł Dziennikarza Roku. 10 marca 2021 roku Kaciaryna razem z Darją Czulcową zostały laureatkami specjalnej w ramach Nagrody im. Dariusza Fikusa.
9 kwietnia 2021 roku Kaciaryna razem z Darją Czulcową i Kaciaryna Barysiewicz zostały laureatkami nagrody im. Alaksandra Lipaja „Honor dziennikarstwa”.
Apelacja od wyroku skazującego na 2 lata kolonii karnej, która została rozpatrywana przez Sąd Miejski w Mińsku 23 kwietnia 2021 roku, była odrzucona.
7 czerwca 2021 roku Kaciaryna razem z Darją Czulcową zostały laureatkami nagrody Axel-Springer-Preis (niemiecka nagroda dla młodych dziennikarzy). 10 czerwca 2021 roku Kaciaryna razem z Darją Czulcową zostały laureatkami nagrody Courage in Journalism Award (amerykańska nagroda dla kobiet piszących z niebezpiecznych obszarów). Wraz z Darją Czulcową 29 lipca 2021 roku została właścicielką Preis für die Freiheit und Zukunft der Medien (niemiecka nagroda w dziedzinie wolności prasy). 12 sierpnia 2021 roku razem z Darją Czulcową, Kaciaryna Barysiewicz i innymi otrzymała Nagrodę im. Gerda Buceriusa dla Wolnej Prasy na Europę Wschodnią znana jako Free Media Award. 15 października 2021 roku wraz z Darją Czulcową została właścicielką Prix Europa jako „Europejski Dziennikarz Roku”.
13 lipca 2022 roku Andriejewa została dodatkowo skazana na 8 lat więzienia pod zarzutem zdrady stanu.

#### Reakcja na prześladowania
Wsparcia dziennikarce udzieliła posłanka Parlamentu Europejskiego Delara Burkhardt. 8 lutego 2021 roku oświadczenie wzywające do uwolnienia Czulcowej i Andrejewej wydała Ambasada Stanów Zjednoczonych w Mińsku. Po ogłoszeniu wyroku 18 lutego 2021 roku również prezydent Andrzej Duda zaapelował o amnestię dla Czulcowej i Andrejewej.
Decyzją Rady Unii Europejskiej z 21 czerwca 2021 roku sędzia Natallia Buhuk została wpisana na „Czarną listę UE” m.in. za „wydawanie licznych umotywowanych politycznie wyroków w sprawie dziennikarzy i demonstrantów, w szczególności za skazanie Kaciaryny Bachwalawej (Andrejewej) i Darii Czulcowej” oraz naruszenia praw do obrony i do rzetelnego procesu sądowego. Na mocy tej samej decyzji na listę sankcyjną została wpisana zastępca prokuratora sądu dla rejonu Frunzenskiego w Mińsku Alina Kasianchyk, która została pociągnięta do odpowiedzialności m.in. za ściganie dziennikarzy „za nagrywanie pokojowych demonstracji, opierając się na bezpodstawnych oskarżeniach o «spisek» i «naruszanie porządku publicznego»”. Starszy śledczy sądu dla rejonu Frunzenskiego w Mińsku Ihar Kurylovich został wpisany na „Czarną listę UE” m.in. za przygotowanie umotywowanej politycznie sprawy karnej przeciwko dziennikarkom, które nagrywały pokojowe demonstracje.

## Życie prywatne
W 2015 roku poznała swojego przyszłego męża, dziennikarza Ihara Iljasza, a rok później wyszła za niego za mąż.